# Omalus hainanensis
Omalus corrugatus (лат. ) — вид ос-блестянок рода Omalus из подсемейства Chrysidinae (триба Elampini). Китай (Хайнань: в заповедниках Diaoluoshan National Nature Reserve и Bawangling National Nature Reserve).

## Описание
Мелкие осы-блестянки с коротким и широким телом (4,1 мм). Длина передних крыльев 2,4 мм. Основная окраска сине-зелёная (усики, мезоскутум и часть брюшка чёрные, скапус голубой). Пунктировка груди не глубокая. Жгутик усика посредине не утолщенный. Жвалы трёхзубчатые. Коготки с 3 зубцами. Задний край третьего тергита брюшка с вырезкой. Брюшко блестящее. Гнездовые паразиты одиночных ос и пчёл.